# Place Victor-Hugo (Toulouse)
Pour les articles homonymes, voir Place Victor-Hugo.
La place Victor-Hugo (en occitan : plaça Victor Hugo) est une voie de Toulouse, chef-lieu de la région Occitanie, dans le Midi de la France.

## Situation et accès

### Description
La place Victor-Hugo est une voie publique. Elle se situe dans le quartier Saint-Georges.

### Voies rencontrées
La place Victor-Hugo rencontre les voies suivantes, dans l'ordre des numéros croissants :
1. Rue du Rempart-Matabiau
2. Boulevard de Strasbourg
3. Rue Denis-Méliet
4. Rue Victor-Hugo
5. Rue du Rempart-Villeneuve
6. Rue Rivals
7. Rue du Salé

## Odonymie
Le nom de la place rend hommage à Victor Hugo, poète – il remporta trois fleurs aux Jeux floraux entre 1819 et 1820 –, écrivain et dramaturge du XIXe siècle, mais aussi défenseur des « misérables », monarchiste devenu républicain fervent, député sous la Deuxième et la Troisième République. Il mourut en 1885 et aussitôt le conseil municipal voulut donner son nom à une voie de la ville : on pensa à la place Roguet, au square du Capitole (actuel square Charles-de-Gaulle), aux allées Saint-Étienne (actuelles allées Forain-François-Verdier). Finalement, le 12 mai 1886, on donna son nom à la place du Marché-au-Bois, qui était désignée ainsi depuis sa création, en 1825, à cause du marché au bois qui s'y tenait.

## Histoire

### Époque contemporaine
Lors de sa création, l'actuelle place Victor-Hugo s'appelait place du Marché-au-Bois. Il s'y tenait un marché au bois, dit aussi marché aux vieilleries. Ce marché était une vaste halle de bois, construite en 1825 à l'emplacement de l'ancien rempart Villeneuve détruit. En 1827, lors de la démolition des remparts qui entourent le cœur de la ville depuis le Moyen Âge, il est décidé de créer un marché au bois dans une place publique au nord de la ville qui commence à s'urbaniser. La place est achevée en 1832. Sur la place se tient un marché au fourrage. Au même moment débute la réflexion sur l'installation d'un marché couvert. Cette réflexion traverse tout le XIXe siècle et atteint une première phase de réalisation en 1860. La construction du marché au bois est due à l’insuffisance du marché couvert d'Esquirol qui vient d’être inauguré et de la nécessité d'en établir de nouveaux dans différents points de la ville.
Camille Ournac reprend ce projet après son élection à la tête de la municipalité en 1889. L'architecte de ville, Joseph Galinier dresse les plans du marché en 1888-1889. L'entreprise l'adjudicataire lyonnaise est choisie le 20 décembre 1889. La construction du marché Victor Hugo avance rapidement, mais très vite les travaux sont arrêtés pour cause d’intempéries et pour la faillite de l'adjudicataire, alors que seule la structure métallique est achevée. Le conseil municipal termine le chantier malgré le coût important des frais. Il décide de s'adresser à des constructeurs plus qualifiés pour ne pas avoir les déconvenues précédentes. Le marché Victor-Hugo est inauguré le 20 mars 1892 et ouvert le 1er juillet, alors que les travaux ne sont pas totalement achevés. Ils ne sont achevés que l'année suivante. Le marché Victor-Hugo se présente sous la forme d'un grand édifice rectangulaire, il se compose d'une nef centrale. L'édifice repose sur un sous-sol de caves voûtées. Quatre entrées se trouvent sur les pignons de la nef centrale. Deux marquises courent le long des élévations latérales, l’édifice repose sur des piliers en fonte et il est recouvert d'une charpente métallique. Avec la construction de la halle métallique, en 1892, le marché aux vieilleries fut transféré place Saint-Sernin.
Au milieu du XXe siècle, la municipalité toulousaine veut moderniser la ville et l'adapter à la voiture. En 1958, un marché provisoire est installé sur les allées Jean-Jaurès pour accueillir les commerçants du marché Victor-Hugo. La vieille halle métallique est détruite et remplacée par le marché-parking actuel, inauguré le 17 octobre 1959. C'est alors le premier marché-parking de la ville. L'architecture, caractéristique du mouvement moderne influencée par le brutalisme, est due aux architectes Joachim et Pierre Génard, assistés de Pierre Lafitte. Il est construit en béton. En 1978, le parking est équipé d'un péage automatique. En 2000, le marché bénéficie d'importants travaux de réhabilitation. Entre 2017 et 2019, de nouveaux travaux de rénovation et de mise aux normes sont engagés, alors que la place Victor-Hugo est elle-même réhabilitée.

## Patrimoine et lieux d'intérêt

### Marché Victor-Hugo
Le premier marché Victor-Hugo est une halle métallique, construite entre 1889 et 1892 sur les plans de l'architecte de la ville, Joseph Galinier. Elle est détruite en 1958, à l'exception des caves, pour laisser place à un marché-parking, élevé entre 1959 et 1963 dans un style moderne, sur les plans des architectes Joachim et Pierre Génard. La modernité de l'architecture et l'enduit blanc tranchent avec les façades de brique de la place. Le bâtiment, en béton, est un long rectangle de cent mètres de long sur trente de large, qui s'élève sur cinq étages : le rez-de-chaussée est occupé par le marché, les étages et le toit par le parking. Les rampes d'accès circulaires, avec une rampe de montée et une rampe de descente tournant autour d'un axe central, sont placées aux deux extrémités du bâtiment. Aux étages, la forme des places en épi crée sur la façade un motif en dents de scie.

### Immeubles
- no  6 : immeuble. 

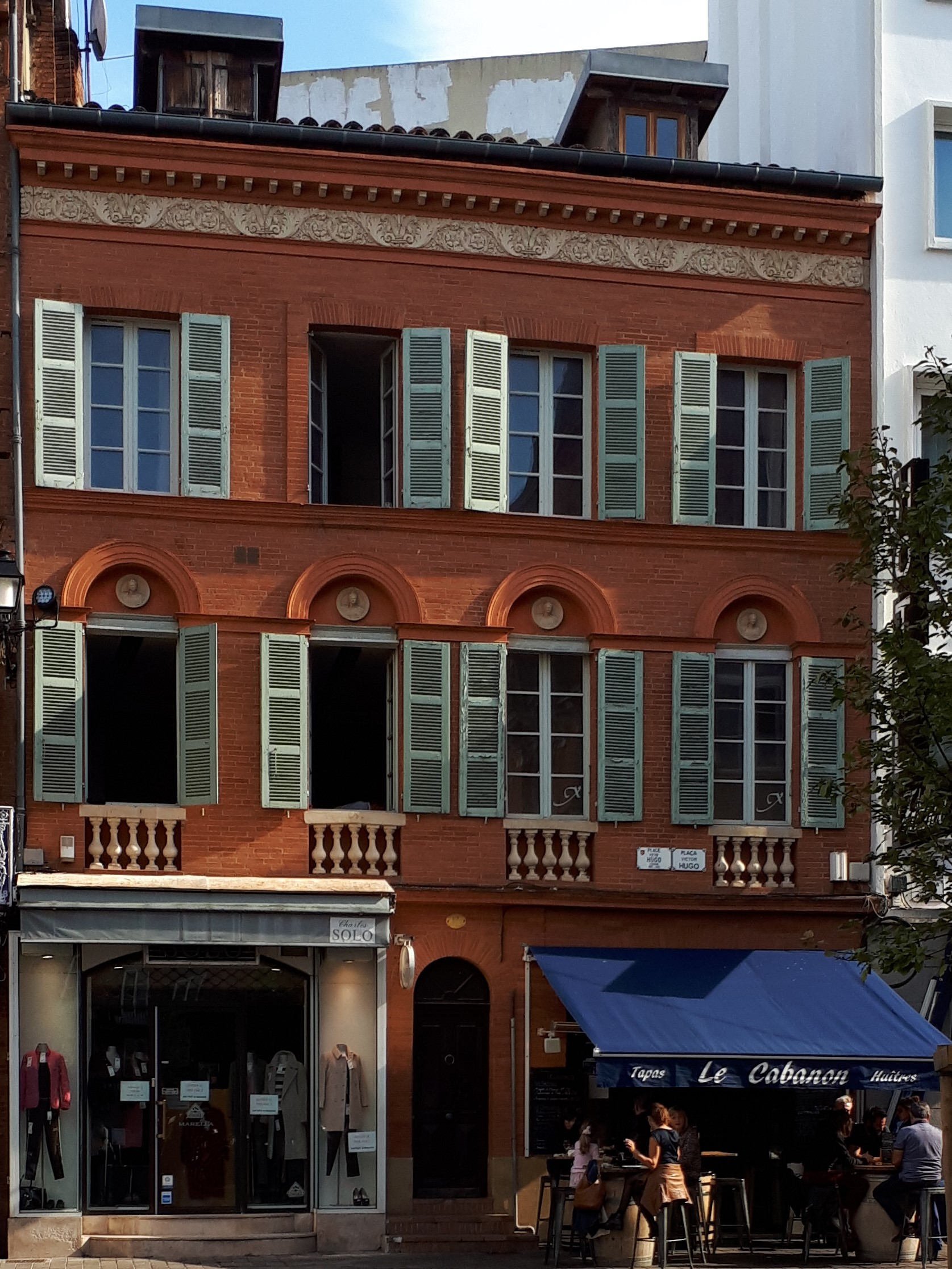
no 6 : façade de l'immeuble.

L'immeuble, construit au milieu du XIXe siècle, est caractéristique de l'architecture néo-classique toulousaine de cette période, quoiqu'il se remarque par un abondant décor en terre cuite de la fabrique Virebent. La façade sur rue est symétrique et s'élève sur deux étages séparés par de larges cordons moulurés. Au 1er étage, les fenêtres ont de faux garde-corps à balustres et sont surmontées d'arcades en plein cintre ornées de médaillons à buste de femme, copies du médaillon Renaissance de la cheminée de l'hôtel du Vieux-Raisin. Le 2e étage est surmonté d'une frise en terre cuite ornée de rinceaux, et d'une corniche à denticules[6].

- no  7 : immeuble.  Inscrit MH (1976, façades et toitures)[7]. 
L'immeuble est construit entre la place Wilson (actuel no 13), la rue du Rempart-Villeneuve (actuel no 6) et la place Victor-Hugo en plusieurs campagnes. Si les parties les plus anciennes, sur la place Wilson, sont élevées entre 1824 et 1834 par l'architecte de la ville, Jacques-Pascal Virebent, les autres corps de bâtiment, datés de 1839, sont attribués à son successeur, Urbain Vitry, quoique dans un style néo-classique proche des réalisations de Virebent. Sur la place Victor-Hugo, la façade compte six travées et s'élève sur cinq niveaux (rez-de-chaussée, entresol, deux étages et un comble). Le rez-de-chaussée est formé de grandes arcades de boutiques en plein cintre qui alternent avec des ouvertures rectangulaires plus étroites. L'entresol est orné de bossage. Au 1er étage, les fenêtres sont encadrées de pilastres à chapiteaux doriques surmontés d'une corniche[8].